# Glaucopsyche sinepunctata
Glaucopsyche sinepunctata är en fjärilsart som beskrevs av Comstock 1926. Glaucopsyche sinepunctata ingår i släktet Glaucopsyche och familjen juvelvingar. Inga underarter finns listade i Catalogue of Life.